# Salto do Céu
Salto do Céu là một đô thị thuộc bang Mato Grosso, Brasil. Đô thị này có diện tích 1312,186 km², dân số năm 2007 là 3682 người, mật độ 2,81 người/km².